# 花見川区
花見川区（はなみがわく）は、千葉県千葉市を構成する行政区の一つ。花見川千本桜緑地や花見川サイクリングロードなど花見川周辺は桜の名所となっている大規模な住宅造成地区。

## 概要

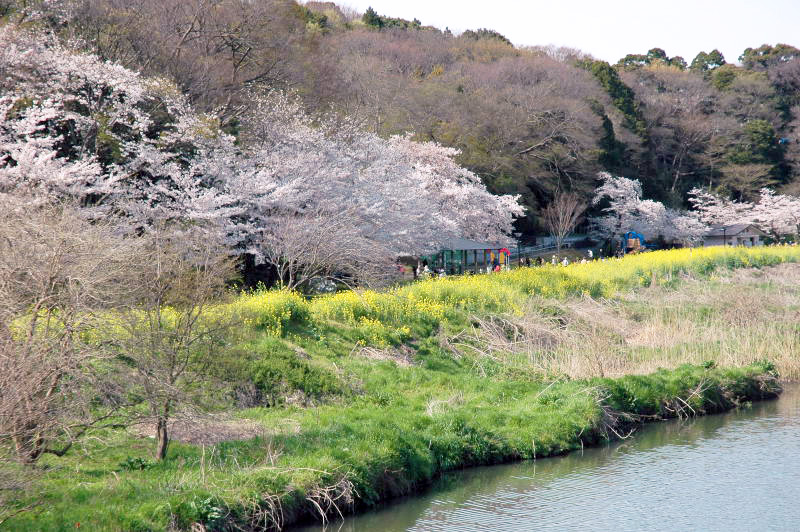
花見川沿いの桜並木

千葉市都市計画マスタープランによると、幕張駅周辺を重要地域拠点（副都心機能）、新検見川駅・幕張本郷駅周辺を地域拠点（生活拠点）としている。
花見川千本桜緑地や花見川サイクリングロードなど花見川周辺は桜の名所となっている。
さつきが丘・こてはし台・花見川・朝日ヶ丘などの昭和の高度成長期に開発された大規模住宅団地が多くある一方、長作・畑・柏井など花見川流域は田畑が広がっており古くからの街並みを比較的よく残している地域もある。また、千葉県天然記念物、千葉市の花でもある古代ハス「大賀ハス」発祥の地でもある。
生活圏は大きく南と北で分かれており、鉄道の利用も南は中央・総武緩行線および京成千葉線、北は京成本線（市外近隣の勝田台駅・八千代台駅・実籾駅など）が最寄である。中央区を除く5区の中で唯一中央区と接していない。
千葉市の中では東京都心に近いものの昭和の高度成長期時代に開発された住宅地が多いことから千葉市の中でも少子高齢化が特に進んでいる区である。そのため、人口は減少傾向が目立っており千葉市の中で唯一消滅可能性都市の区に位置づけられている。

## 地理
千葉市の西部北端に位置し、区域は下総台地上に位置している。
区の中心を区名の由来となった花見川が流れている。

### 隣接する自治体・行政区
- 千葉市の区
  - 稲毛区、美浜区
- 他の市町村
  - 八千代市、佐倉市、習志野市、四街道市

## 歴史
千葉市のうち、旧千葉郡検見川町、幕張町、犢橋村の区域からなる。そのため、現在でも市街地が検見川、幕張、花見川団地（旧犢橋村）の3地域に分散している。
区名の決定にあたっての公募でも案が3つに割れ、花見川団地住民の応募と、検見川と幕張の中間を流れる花見川への応募が合わさったことで現区名に決まった経緯がある。区役所は検見川、幕張の中間に当たる浪花町（当時、旧：検見川町）に設置された。

### 沿革
- 1889年（明治22年）4月1日 - 町村制の施行により区域内に以下の町村が発足する（いずれも千葉郡。現存しない地名は〈 〉で現在の地名を記した）。
  - 検見川村 ←検見川村、畑村、稲毛村（現稲毛区）
  - 犢橋村 ←犢橋村、花島村、柏井村、横戸村、宇那谷村、六方野原、長沼新田（現稲毛区）、小深新田（現稲毛区）
  - 幕張村 ←馬加村〈幕張町〉、武石村、天戸村、長作村、実籾村（現習志野市）
- 1891年（明治24年）5月1日 - 検見川村が町制を施行し検見川町となる。
- 1896年（明治28年）4月22日 - 幕張村が町制を施行し幕張町となる。
- 1937年（昭和12年）2月11日 - 検見川町が千葉市に編入される。
- 1954年（昭和29年）
  - 4月1日 - 千葉郡八千代町（現八千代市）安生津〈東習志野〉が幕張町に編入される。
  - 7月1日 - 犢橋村が千葉市に編入される。しかしこのとき犢橋村が村内の軍施設を千葉市に報告しなかったため、1979年（昭和54年）に信管付き不発弾（敗戦後に埋め立て廃棄されたもの）が見つかり騒ぎになる。
  - 7月6日 - 幕張町が千葉市に編入される。
  - 8月1日 - 旧幕張町の実籾、愛宕〈東習志野〉、安生津、長作、天戸が千葉郡津田沼町に編入。津田沼町は習志野町と改称、即日市制を施行して習志野市となる。
  - 8月28日 - 習志野市長作、天戸（いずれも旧幕張町）が千葉市に編入される。
- 1959年（昭和34年）2月1日 - 印旛郡四街道町（現四街道市）大日の飛地が千葉市に編入される。
- 1985年（昭和60年）6月1日 - 佐倉市下志津原、上志津原、上志津、下志津の各一部が千葉市に編入される。
- 1992年（平成4年）4月1日 - 千葉市の政令指定都市移行に伴い当区を設置。

### 町名の変遷

#### 旧検見川町
- 1937年（昭和12年）2月11日 - 検見川町の編入により、大字検見川、稲毛、畑を継承。
- 1938年（昭和13年） - 大字検見川より花園町、朝日ヶ丘町、浪花町、検見川町一 - 三・五丁目が、大字稲毛より稲毛町一 - 五丁目が、大字畑より畑町が起立。
- 1958年（昭和33年） - 稲毛町二丁目の一部より稲毛台町が起立。
- 1964年（昭和39年） - 東京湾公有水面埋立地を稲毛町一・五丁目に編入。
- 1965年（昭和40年）1月1日
  - 花園町の一部で住居表示が実施され、花園一 - 五丁目が起立。
  - 稲毛台町、稲毛町二丁目の一部で住居表示が実施され、改めて稲毛台町が起立。
  - 稲毛町二丁目、黒砂町の一部で住居表示が実施され、稲毛東一丁目が起立。
  - 稲毛町二丁目の一部で住居表示が実施され、稲毛東二 - 四丁目が起立。
  - 稲毛町二丁目の一部で住居表示が実施され、小仲台一丁目の一部となる。
- 1966年（昭和41年）1月1日
  - 稲毛町二丁目の一部で住居表示が実施され、稲丘町が起立。
  - 稲毛町三丁目の全域と一丁目の一部で住居表示が実施され、稲毛一 - 三丁目が起立。
  - 稲毛町四丁目の一部で住居表示が実施され、稲毛東五・六丁目が起立。
  - 稲毛町一丁目の一部で住居表示が実施され、黒砂四丁目の一部となる。
- 1968年（昭和43年）3月1日 - 稲毛町一・五丁目の一部（埋立地）で住居表示が実施され、稲毛海岸四・五丁目の一部となる（現美浜区）。
- 1972年（昭和47年） - 畑町の一部がさつきが丘一・二丁目の一部となる。
- 1988年（昭和63年）2月1日 - 稲毛町二・四丁目の一部で住居表示が実施され、小仲台六 - 八丁目の一部となる。
- 1989年（平成元年）2月1日 - 花園町（総武本線以南）、検見川町五丁目の各一部で住居表示が実施され、南花園一・二丁目が起立。
- 1992年（平成4年）4月1日 - 花園町、朝日ヶ丘町、浪花町、検見川町、畑町、花園、さつきが丘、南花園が花見川区に、稲毛町、稲毛台町、稲毛東、小仲台、稲丘町、稲毛、黒砂が稲毛区、稲毛海岸が美浜区になる。
- 1993年（平成5年）2月1日 - 畑町の一部で住居表示が実施され、宮野木台三丁目の一部となる。
- 1996年（平成8年）3月8日 - 武石町一丁目（花見川以東）、浪花町、畑町の各一部で住居表示が実施され、瑞穂一 - 三丁目が起立。区役所の所在地が浪花町から瑞穂一丁目に変更。
- 2004年（平成16年）2月1日 - 朝日ヶ丘町、畑町の各一部で住居表示が実施され、朝日ヶ丘一・二丁目が起立。
- 2005年（平成17年）2月7日
  - 朝日ヶ丘町の一部で住居表示が実施され、朝日ヶ丘三・四丁目が起立。朝日ヶ丘町は東京大学検見川総合運動場の区域のみとなる。
  - 畑町の一部で住居表示が実施され、朝日ヶ丘五丁目が起立。

#### 旧幕張町
- 1954年（昭和29年）

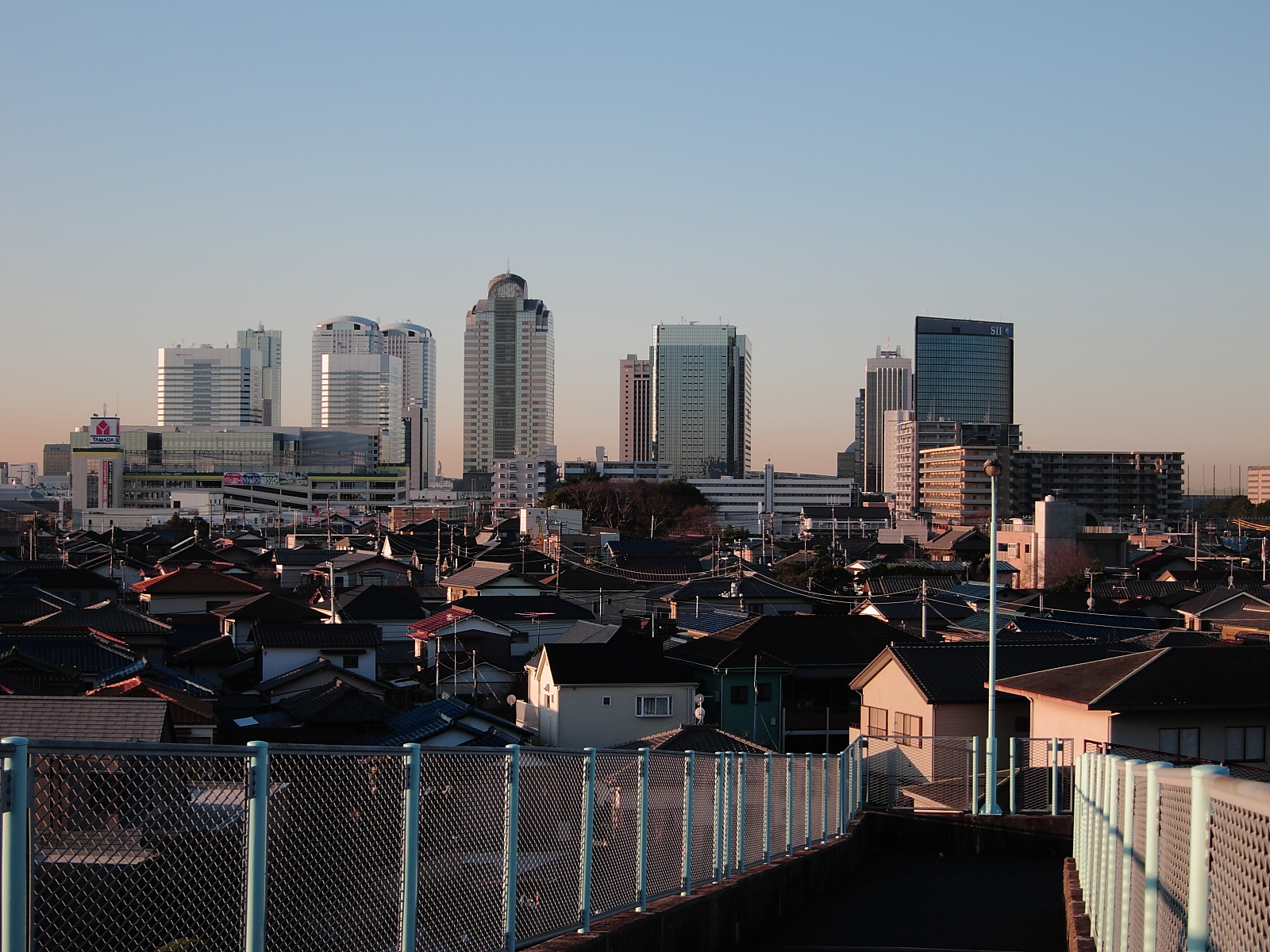
幕張（花見川区）から見た幕張新都心の超高層ビル群（美浜区）

  - 7月6日 - 幕張町の編入により、大字馬加（まくわり）、武石、天戸、長作、実籾、愛宕（あたご）、安生津（あきつ）を継承。
  - 8月1日 - 大字天戸、長作、実籾、愛宕、安生津の全域、大字馬加の一部を習志野市に編入。大字馬加の編入区域が花咲町、屋敷町となる。
  - 8月28日 - 習志野市から大字天戸、長作を編入。
  - 10月 - 大字馬加、武石、天戸、長作より幕張町一 - 六丁目、武石町一・二丁目、天戸町、長作町が起立。
- 1957年（昭和32年）
  - 1964年にかけて東京湾公有水面埋立地を幕張町に編入。
  - 1971年にかけて長作町と習志野市実籾町との間で境界変更（1957年、1962年、1965年、1971年の4回）。
- 1962年（昭和37年） - 1971年にかけて幕張町二丁目と習志野市実籾町との間で境界変更（1962年、1967年、1969年、1970年、1971年の5回）。
- 1968年（昭和43年）8月1日 - 天戸町の一部で住居表示が実施され、花見川の一部となる。
- 1969年（昭和44年）10月1日 - 習志野市東習志野町新生の一部を天戸町、長作町に編入。
- 1979年（昭和54年）8月1日 - 長作町の一部で住居表示が実施され、作新台一 - 三丁目が起立。
- 1982年（昭和57年）3月1日 - 幕張町一・二丁目の一部で住居表示が実施され、幕張本郷四 - 七丁目が起立。
- 1984年（昭和59年）11月1日 - 幕張町一丁目の一部（1964年以降に編入された埋立地）で住居表示が実施され、幕張西一 - 四丁目が起立（現美浜区）。
- 1985年（昭和60年）1月1日 - 幕張町一・二丁目の一部で住居表示が実施され、幕張本郷一 - 三丁目が起立。
- 1987年（昭和62年）3月1日 - 長作町、天戸町の一部で住居表示が実施され、作新台四 - 八丁目が起立。
- 1992年（平成4年）4月1日 - 幕張西となった埋立地を除く千葉市内の旧町域が花見川区になる。
- 1996年（平成8年）3月8日 - 武石町一丁目の一部（花見川以東）で住居表示が実施され、瑞穂一丁目の一部となる。
- 2004年（平成16年）2月1日 - 長作町の一部で住居表示が実施され、長作台一・二丁目が起立。

#### 旧犢橋村
- 1954年（昭和29年）
  - 7月1日 - 犢橋村の編入により大字犢橋、花島、柏井、横戸、宇那谷、長沼、小深、山王、六方、三角、千種、長沼原を継承。
  - 10月 - 各大字が犢橋町、花島町、柏井町、横戸町、宇那谷町、長沼町、小深町、山王町、六方町、三角町、千種町、長沼原町となる。
- 1957年（昭和32年） - 長沼町の一部（旧内山区）より内山町が起立。
- 1959年（昭和34年） - 四街道町大字大日の飛地（字栄）を編入。大日町が起立。
- 1968年（昭和43年）8月1日 - 花島町、柏井町の一部で住居表示が実施され、花見川の一部となる。
- 1971年（昭和46年） - 三角町、大日町、柏井町、横戸町、宇那谷町の各一部、長沼町の飛地よりこてはし台が起立（「こてはし」と「犢橋」は同時に存在する別の地域名である。）。
- 1972年（昭和47年）
  - 1月1日
    - こてはし台で住居表示が実施され、改めてこてはし台一・二・四 - 六丁目が起立。
    - 三角町の一部で住居表示が実施され、こてはし台三丁目が起立。

  - 犢橋町の一部がさつきが丘一・二丁目の一部となる。
- 1981年（昭和56年）10月1日 - 長沼町の一部が柏台の一部となる。
- 1988年 - 1990年頃 - 横戸町の一部より横戸台が起立。この時期に開拓され住宅地として形成される。
- 1992年（平成4年）4月1日 - 犢橋町、花島町、柏井町、横戸町、宇那谷町、三角町、千種町、内山町、大日町、花見川、こてはし台、横戸台が花見川区に、長沼町、小深町、山王町、六方町、長沼原町、柏台が稲毛区になる。
- 2007年（平成19年）2月5日 - 柏井町の一部で住居表示が実施され、柏井一・四丁目が起立。
- 2011年（平成23年）12月5日 - 宇那谷町の一部で住居表示が実施され、み春野一 - 三丁目が起立。

#### 旧都賀村
- 1993年（平成5年）2月1日 - 宮野木町、小中台町のうち、花見川区となった区域（おおむね東関東自動車道以西）で住居表示が実施され、それぞれ宮野木台一 - 四丁目、西小中台が起立（宮野木台一丁目の一部は旧小中台町、三丁目の一部は旧畑町）。

## 町名
花見川区では、一部の地域で住居表示に関する法律に基づく住居表示が実施されている。
| 町名             | 町名読み           | 住居表示実施年月日 | 住居表示実施直前町名 | 備考 |
| ---------------- | ------------------ | ------------------ | -------------------- | ---- |
| 朝日ケ丘町       | あさひがおかちょう |                    |                      |      |
| 朝日ケ丘一丁目   | あさひがおか       |                    |                      |      |
| 朝日ケ丘二丁目   | あさひがおか       |                    |                      |      |
| 朝日ケ丘三丁目   | あさひがおか       |                    |                      |      |
| 朝日ケ丘四丁目   | あさひがおか       |                    |                      |      |
| 朝日ケ丘五丁目   | あさひがおか       |                    |                      |      |
| 天戸町           | あまどちょう       |                    |                      |      |
| 内山町           | うちやまちょう     |                    |                      |      |
| 宇那谷町         | うなやちょう       |                    |                      |      |
| 柏井町           | かしわいちょう     |                    |                      |      |
| 柏井一丁目       | かしわい           |                    |                      |      |
| 柏井四丁目       | かしわい           |                    |                      |      |
| 検見川町一丁目   | けみがわちょう     | 1937年2月11日      |                      |      |
| 検見川町二丁目   | けみがわちょう     | 1937年2月11日      |                      |      |
| 検見川町三丁目   | けみがわちょう     | 1937年2月11日      |                      |      |
| 検見川町五丁目   | けみがわちょう     | 1937年2月11日      |                      |      |
| 犢橋町           | こてはしちょう     |                    |                      |      |
| こてはし台一丁目 | こてはしだい       |                    |                      |      |
| こてはし台二丁目 | こてはしだい       |                    |                      |      |
| こてはし台三丁目 | こてはしだい       |                    |                      |      |
| こてはし台四丁目 | こてはしだい       |                    |                      |      |
| こてはし台五丁目 | こてはしだい       |                    |                      |      |
| こてはし台六丁目 | こてはしだい       |                    |                      |      |
| 作新台一丁目     | さくしんだい       |                    |                      |      |
| 作新台二丁目     | さくしんだい       |                    |                      |      |
| 作新台三丁目     | さくしんだい       |                    |                      |      |
| 作新台四丁目     | さくしんだい       |                    |                      |      |
| 作新台五丁目     | さくしんだい       |                    |                      |      |
| 作新台六丁目     | さくしんだい       |                    |                      |      |
| 作新台七丁目     | さくしんだい       |                    |                      |      |
| 作新台八丁目     | さくしんだい       |                    |                      |      |
| さつきが丘一丁目 | さつきがおか       | 1972年4月1日       | 1972年4月1日         |      |
| さつきが丘二丁目 | さつきがおか       | 1972年4月1日       | 1972年4月1日         |      |
| 三角町           | さんかくちょう     |                    |                      |      |
| 武石町一丁目     | たけいしちょう     |                    |                      |      |
| 武石町二丁目     | たけいしちょう     |                    |                      |      |
| 大日町           | だいにちちょう     |                    |                      |      |
| 千種町           | ちぐさちょう       |                    |                      |      |
| 長作町           | ながさくちょう     |                    |                      |      |
| 長作台一丁目     | ながさくだい       |                    |                      |      |
| 長作台二丁目     | ながさくだい       |                    |                      |      |
| 浪花町           | なにわちょう       |                    |                      |      |
| 西小中台         | にしこなかだい     |                    |                      |      |
| 畑町             | はたまち           |                    |                      |      |
| 花見川           | はなみがわ         |                    |                      |      |
| 花島町           | はなしまちょう     |                    |                      |      |
| 花園町           | はなぞのちょう     |                    |                      |      |
| 花園一丁目       | はなぞの           |                    |                      |      |
| 花園二丁目       | はなぞの           |                    |                      |      |
| 花園三丁目       | はなぞの           |                    |                      |      |
| 花園四丁目       | はなぞの           |                    |                      |      |
| 花園五丁目       | はなぞの           |                    |                      |      |
| 南花園一丁目     | みなみはなぞの     |                    |                      |      |
| 南花園二丁目     | みなみはなぞの     |                    |                      |      |
| 幕張町一丁目     | まくはりちょう     | 1954年7月6日       | 1954年7月6日         |      |
| 幕張町二丁目     | まくはりちょう     | 1954年7月6日       | 1954年7月6日         |      |
| 幕張町三丁目     | まくはりちょう     | 1954年7月6日       | 1954年7月6日         |      |
| 幕張町四丁目     | まくはりちょう     | 1954年7月6日       | 1954年7月6日         |      |
| 幕張町五丁目     | まくはりちょう     | 1954年7月6日       | 1954年7月6日         |      |
| 幕張町六丁目     | まくはりちょう     | 1954年7月6日       | 1954年7月6日         |      |
| 幕張本郷一丁目   | まくはりほんごう   |                    |                      |      |
| 幕張本郷二丁目   | まくはりほんごう   |                    |                      |      |
| 幕張本郷三丁目   | まくはりほんごう   |                    |                      |      |
| 幕張本郷四丁目   | まくはりほんごう   |                    |                      |      |
| 幕張本郷五丁目   | まくはりほんごう   |                    |                      |      |
| 幕張本郷六丁目   | まくはりほんごう   |                    |                      |      |
| 幕張本郷七丁目   | まくはりほんごう   |                    |                      |      |
| 瑞穂一丁目       | みずほ             |                    |                      |      |
| 瑞穂二丁目       | みずほ             |                    |                      |      |
| 瑞穂三丁目       | みずほ             |                    |                      |      |
| み春野一丁目     | みはるの           |                    |                      |      |
| み春野二丁目     | みはるの           |                    |                      |      |
| み春野三丁目     | みはるの           |                    |                      |      |
| 宮野木台一丁目   | みやのきだい       |                    |                      |      |
| 宮野木台二丁目   | みやのきだい       |                    |                      |      |
| 宮野木台三丁目   | みやのきだい       |                    |                      |      |
| 宮野木台四丁目   | みやのきだい       |                    |                      |      |
| 横戸町           | よこどちょう       |                    |                      |      |
| 横戸台           | よこどだい         |                    |                      |      |

## 人口
- 1995年　177,783
- 2000年　179,892
- 2005年　181,708
- 2010年　180,949
- 2015年　179,200
- 2023年　177,096

## 行政

### 区役所
- 千葉市花見川区瑞穂1-1

### 警察・消防
- 千葉西警察署
  - 新検見川駅前交番
  - 幕張交番
  - 幕張駅前交番
  - 幕張本郷駅前交番
- 千葉北警察署
  - こてはし台交番
  - 作新台交番
  - 畑交番
  - 花見川交番
  - 宮野木交番
- 千葉市花見川消防署

## 経済

### 産業
区内の北部には内陸工業団地が整備されている。
長作・畑・柏井など花見川流域では農業地（田畑）が広がっている。

## 地域

### 施設
- 花見川郵便局
- 柏井浄水場
- 千葉市北清掃工場
- 花見川いきいきプラザ

#### 市民の森
- 柏井市民の森
- 長作市民の森
- 横戸市民の森

#### コミュニティセンター
- 畑コミュニティセンター
- 花島コミュニティセンター
- 幕張コミュニティセンター

#### 広域避難場所
- 鷹之台カンツリー倶楽部

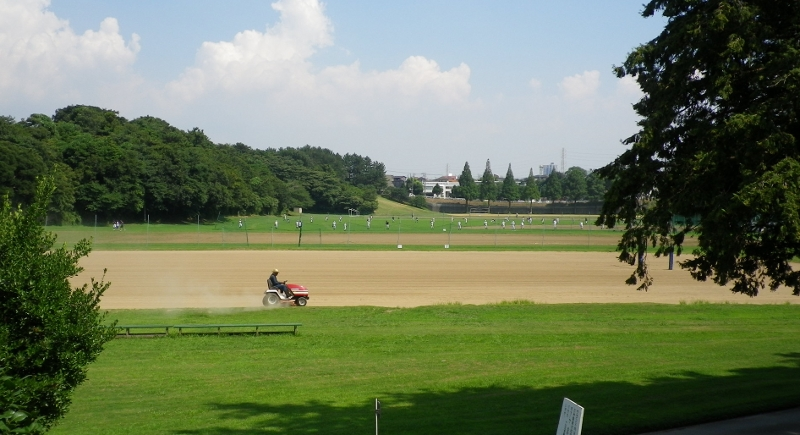
東京大学検見川総合運動場

- 東京大学検見川総合運動場（1964年東京オリンピックの近代五種競技のクロスカントリー種目会場）
- 千葉工業大学グラウンド

### 住宅団地
- 花見川団地
- さつきが丘団地
- こてはし台団地
- 西小中台団地
- 朝日ヶ丘団地
- にれの木台団地

### 医療
千葉市は、1市で1つの二次医療圏（千葉保健医療圏）を構成する。三次医療圏は千葉県医療圏（管轄区域：千葉県全域）。
医療提供施設は特筆性の高いもののみを記載する。
- 区内の救急指定病院
  - 幸有会記念病院
  - 最成病院
  - 平山病院
- その他区内の医療機関
  - 千葉健生病院

### 教育

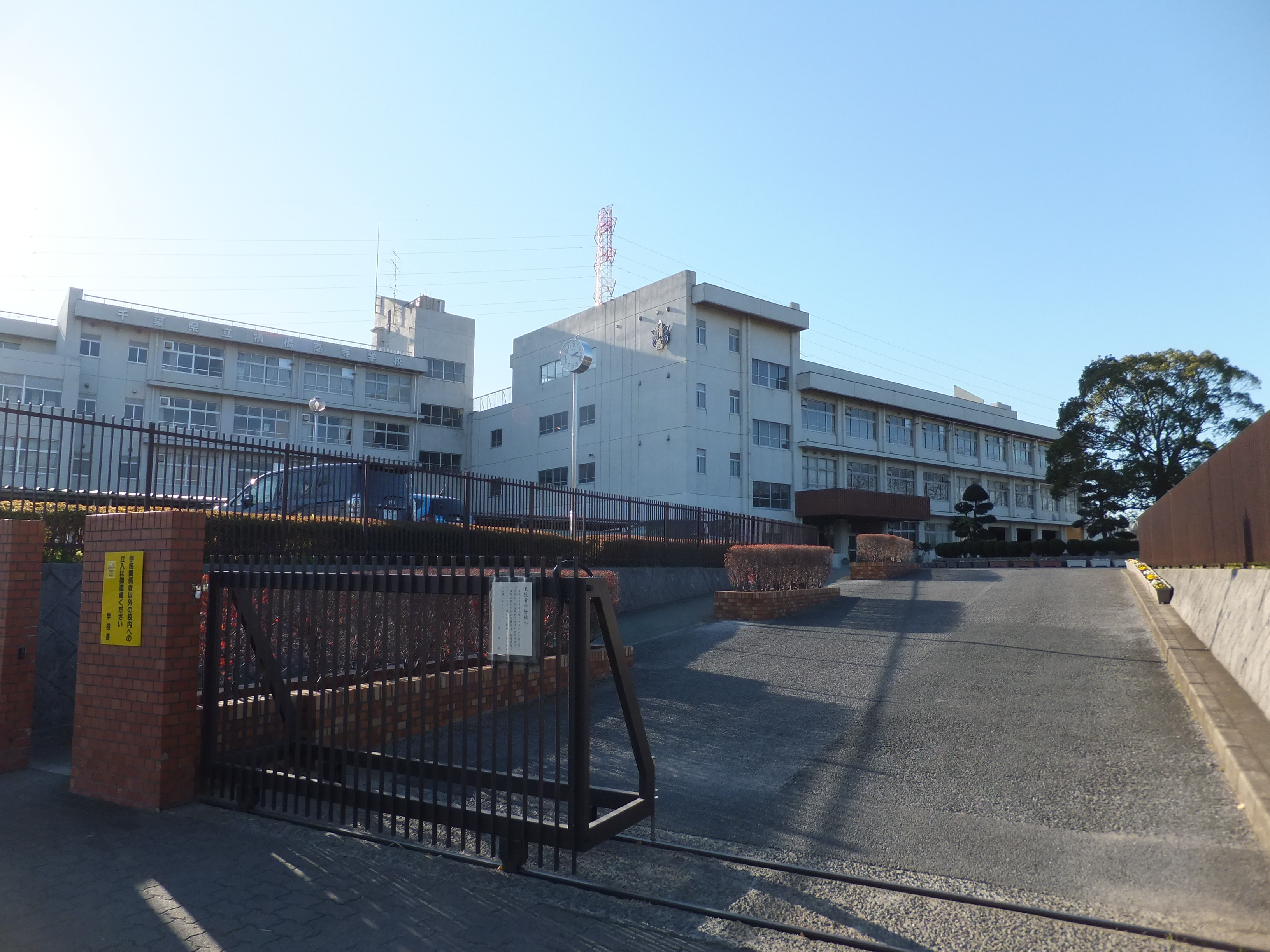
千葉県立犢橋高等学校

#### 高等学校
- 千葉県立柏井高等学校
- 千葉県立犢橋高等学校

#### 中学校
- 千葉市立朝日ヶ丘中学校
- 千葉市立天戸中学校
- 千葉市立犢橋中学校
- 千葉市立こてはし台中学校
- 千葉市立さつきが丘中学校
- 千葉市立花園中学校
- 千葉市立花見川中学校
- 千葉市立幕張中学校
- 千葉市立幕張本郷中学校
- 千葉市立緑が丘中学校

#### 小学校
| - 千葉市立朝日ヶ丘小学校 - 千葉市立上の台小学校 - 千葉市立柏井小学校 - 千葉市立検見川小学校 - 千葉市立犢橋小学校 - 千葉市立こてはし台小学校 - 千葉市立作新小学校 - 千葉市立さつきが丘西小学校 - 千葉市立さつきが丘東小学校 - 千葉市立長作小学校 - 千葉市立西小中台小学校 - 千葉市立西の谷小学校 | - 千葉市立畑小学校 - 千葉市立花島小学校 - 千葉市立花園小学校 - 千葉市立花見川小学校 - 千葉市立花見川第三小学校 - 千葉市立幕張小学校 - 千葉市立幕張東小学校 - 千葉市立幕張南小学校 - 千葉市立瑞穂小学校 - 千葉市立横戸小学校 |

#### 特別支援学校
- 千葉県立千葉特別支援学校

#### 各種学校
- 千葉朝鮮初中級学校

## 交通

### 鉄道路線

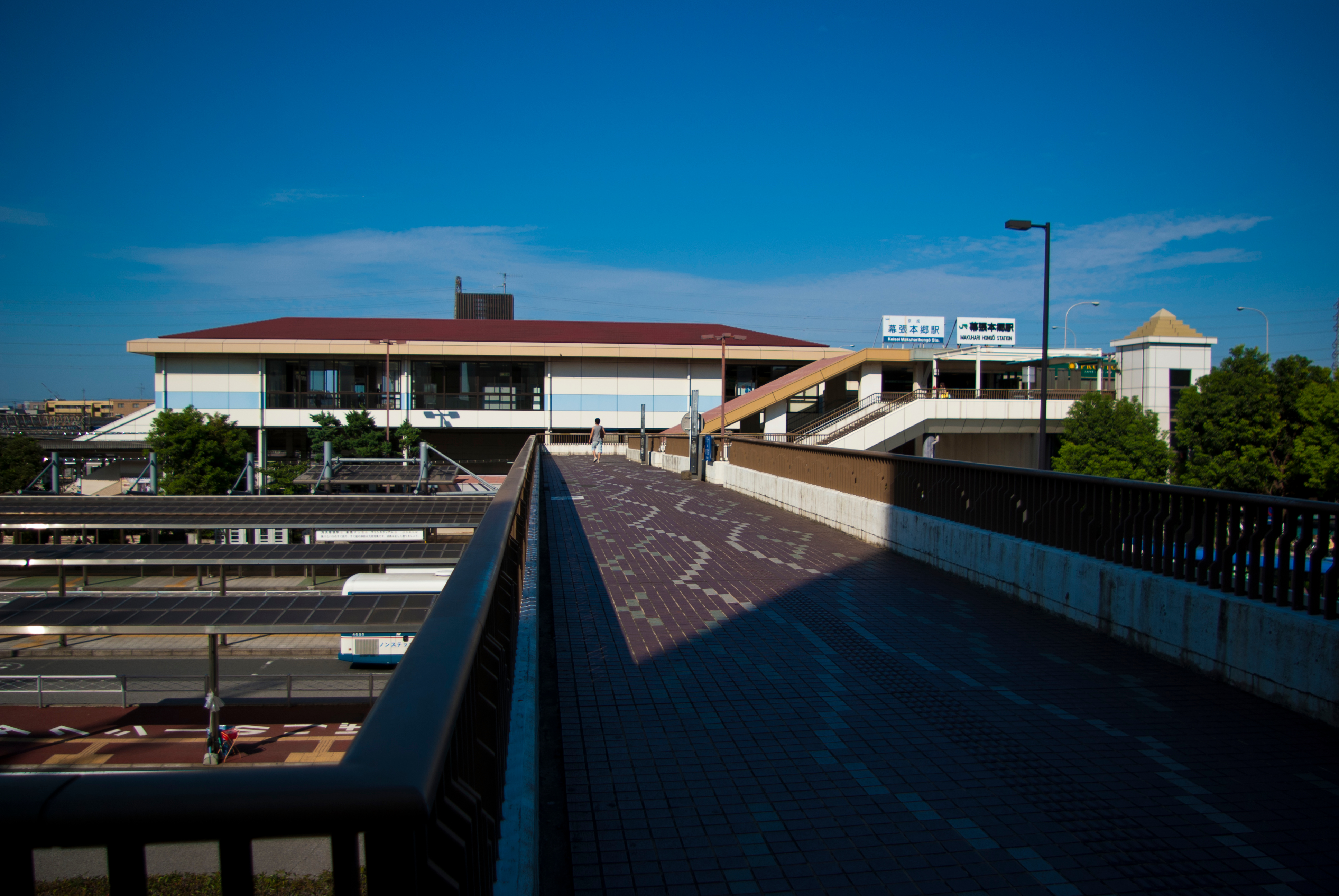
幕張本郷駅（JR東日本・京成電鉄）

東日本旅客鉄道（JR東日本）
 総武線各駅停車
- - 幕張本郷駅 - 幕張駅 - 新検見川駅 -
- 幕張車両センター（車両基地）

京成電鉄
 千葉線
- - 京成幕張本郷駅 - 京成幕張駅 - 検見川駅 -

- ※京成本線は区域の北端を通過しているが区内に駅はない。

### バス路線

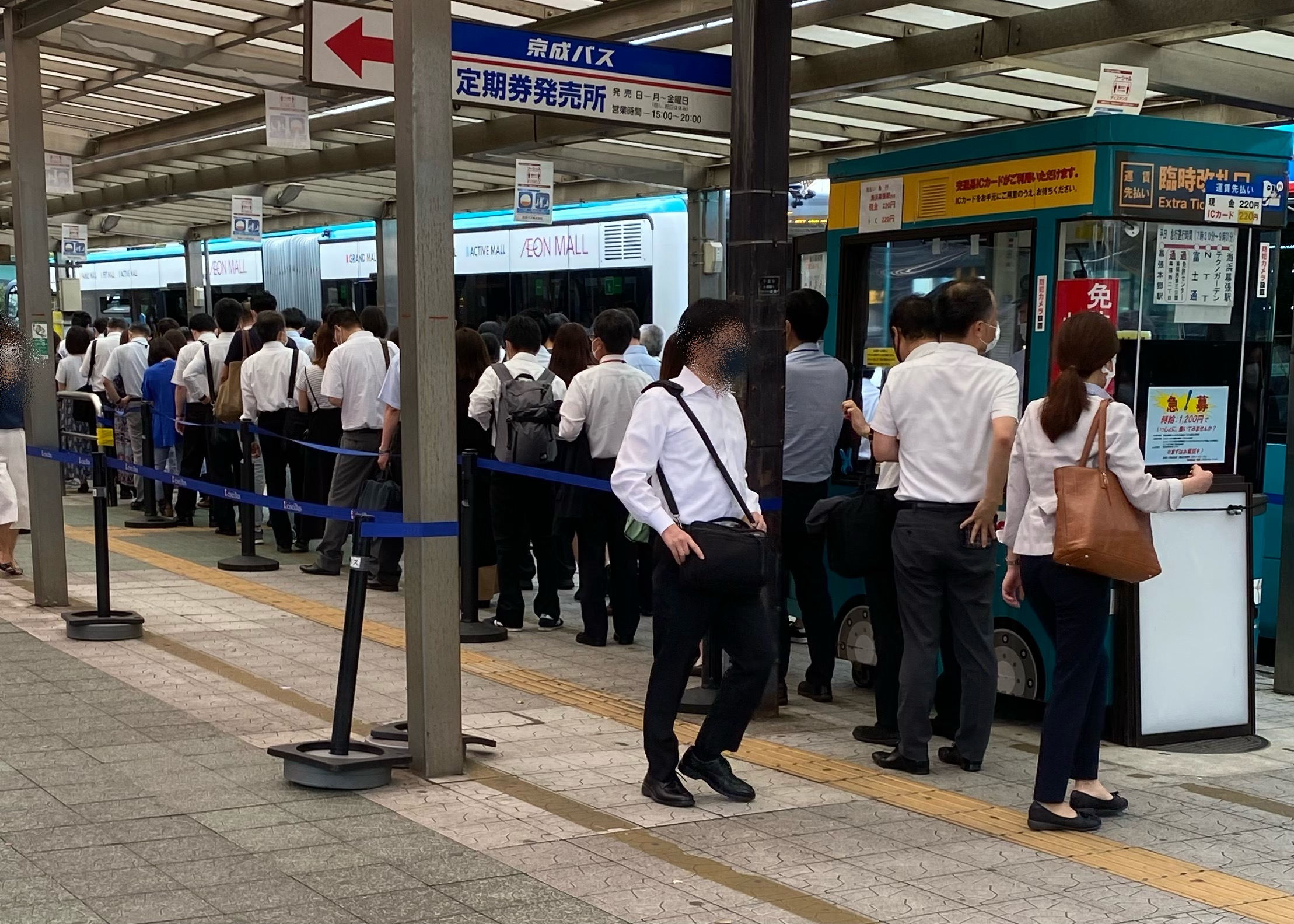
幕張本郷駅のバス臨時改札口

#### 路線バス
- 京成バス…幕張本郷駅, 新検見川駅
- 京成バス千葉セントラル…新検見川駅
- 千葉シーサイドバス…幕張本郷駅, 幕張駅
- 平和交通…新検見川駅

#### 高速バス
- マイタウン・ダイレクトバス…いきいきプラザ入口、花見川消防署前 - 東京駅（京成バス）

### 道路

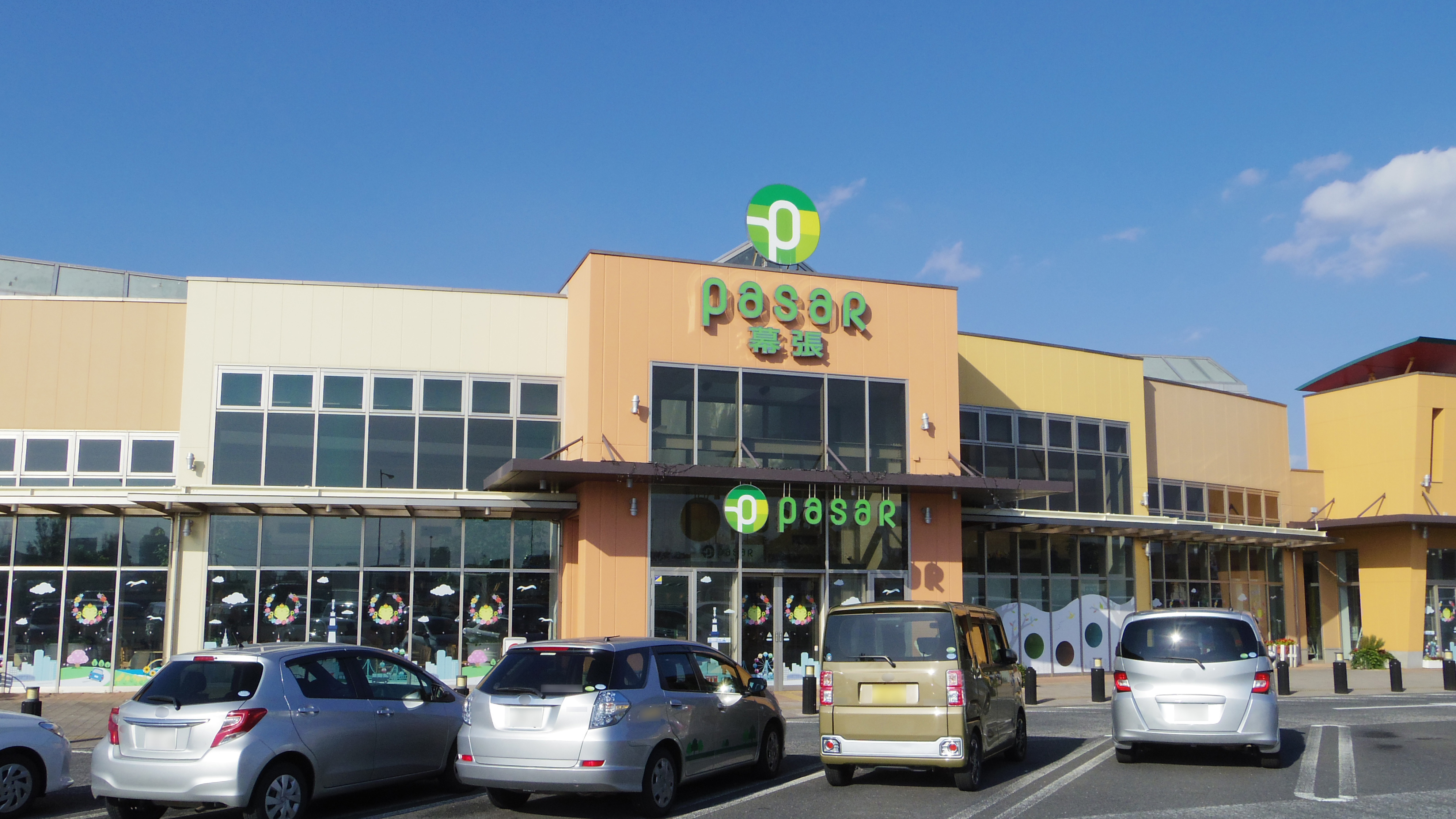
幕張パーキングエリア

#### 高速道路
- 京葉道路
  - - 幕張インターチェンジ - 幕張パーキングエリア - 武石インターチェンジ -

#### 一般国道
- 国道14号
- 国道16号
- 国道357号（区内全区間で国道14号と重複）

#### 主要地方道
- 千葉県道57号千葉鎌ケ谷松戸線
- 千葉県道69号長沼船橋線
- 千葉県道72号穴川天戸線
- 千葉県道262号幕張八千代線

## 名所・旧跡・観光スポット・祭事・催事

### 名所・旧跡・観光スポット

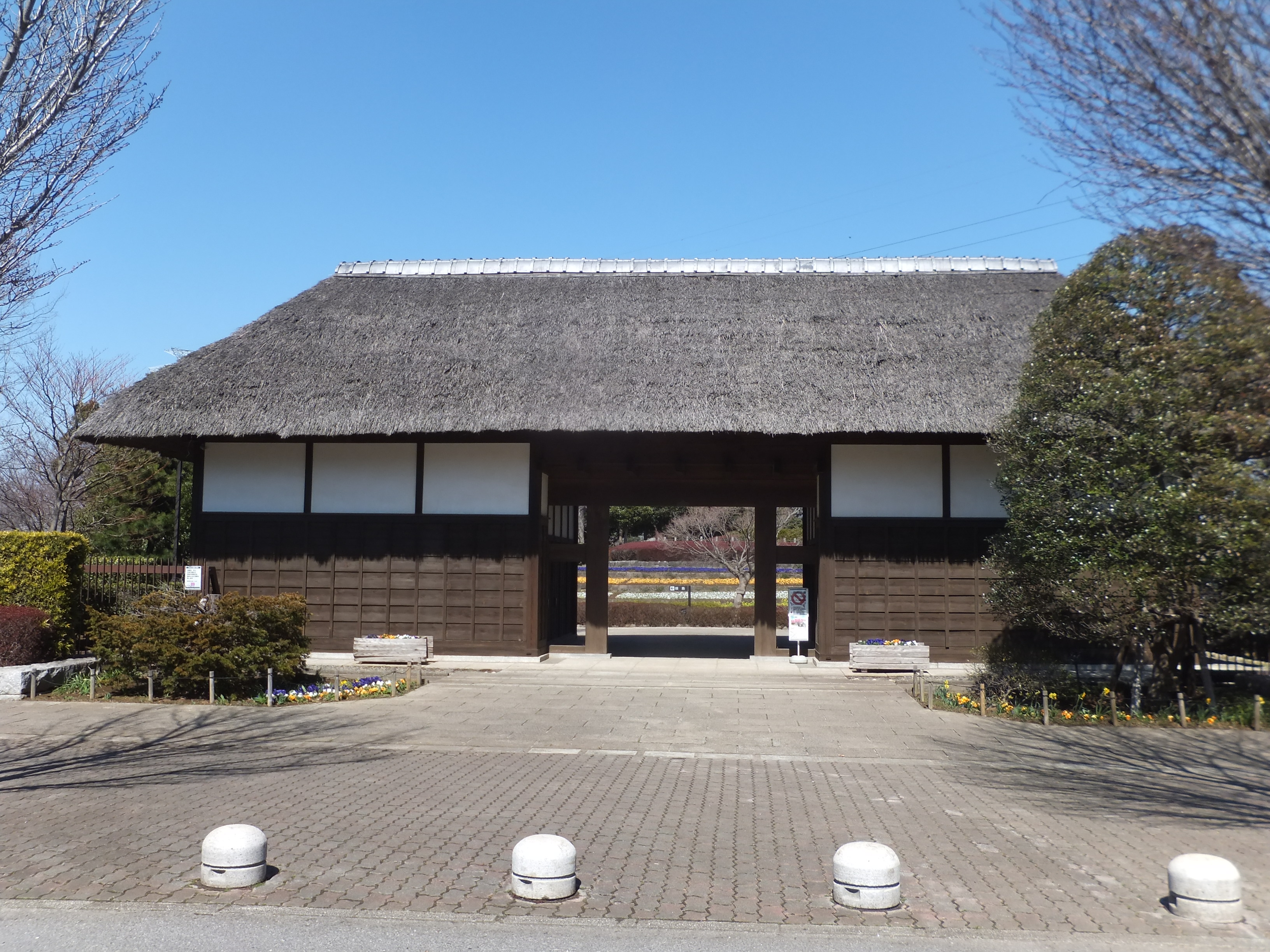
千葉市ふるさと農園（長屋門）

- 検見川神社
- 子守神社
- 子安神社
- 昆陽神社
- 三代王神社
- 天福寺（花島観音）
- 広徳院
- 真蔵院
- 武石館跡
- 馬加城跡
- 落合遺跡
- 犢橋貝塚
- 検見川送信所（本館は逓信建築の代表作）
- 犢橋公園
  - 千葉市ふるさと農園
- 花島公園
- 一本松公園
- 大賀ハス発祥地
- 花見川サイクリングロード

印旛放水路沿い全線に敷設されたサイクリングロードの一部（稲毛海浜公園・検見川の浜 - 弁天橋間）。一体化している印旛沼自転車道と新川遊歩道が全線舗装されているのに対し、花見川サイクリングロードは柏井付近に未舗装区間が多く残されている。

### 祭事・催事
- 花見川区民まつり[3]

## 主な出身者
- 佐藤幸彦（元プロ野球選手・千葉ロッテマリーンズ所属）
- 名良橋晃（元サッカー選手・ワールドカップ・フランス大会日本代表）
- 大塚晶則（メジャーリーグでプレーした投手。WBC2006年日本代表）
- 片岡保幸（元プロ野球選手・埼玉西武ライオンズや読売ジャイアンツ所属。WBC2009年日本代表。現役時の表記は「易之」及び「治大」）
- 琴富士孝也（元大相撲力士、現タレント）
- 重野なおき（漫画家）
- 中村繁之（タレント・俳優）
- 横川史学（元プロ野球選手・読売ジャイアンツ所属）
- 鈴木博美（陸上競技長距離走・マラソン元選手。1997年アテネ世界陸上女子マラソン金メダリスト）
- 渡辺康幸（陸上競技長距離走・駅伝競走元選手。現指導者・スポーツ解説者）
- 相葉雅紀（アイドル歌手、嵐・メンバー）
- 山里亮太（お笑いタレント、南海キャンディーズ・メンバー）
- マツコ・デラックス（タレント）
- 劇団ひとり（お笑いタレント）
- 瀬﨑明日香（ヴァイオリニスト）

### ゆかりのある人物
- 馬加康胤
- 青木昆陽

## 花見川区を舞台・ロケ地とした作品

### ドラマ
- 『民衆の敵〜世の中、おかしくないですか!?〜』
- 『シロでもクロでもない世界で、パンダは笑う。』

### 漫画
- 『うちの大家族』（重野なおき）
- 『幕張』（木多康昭）

### 小説
- 『花見川のハック』（稲見一良）